# Christian Giudicelli

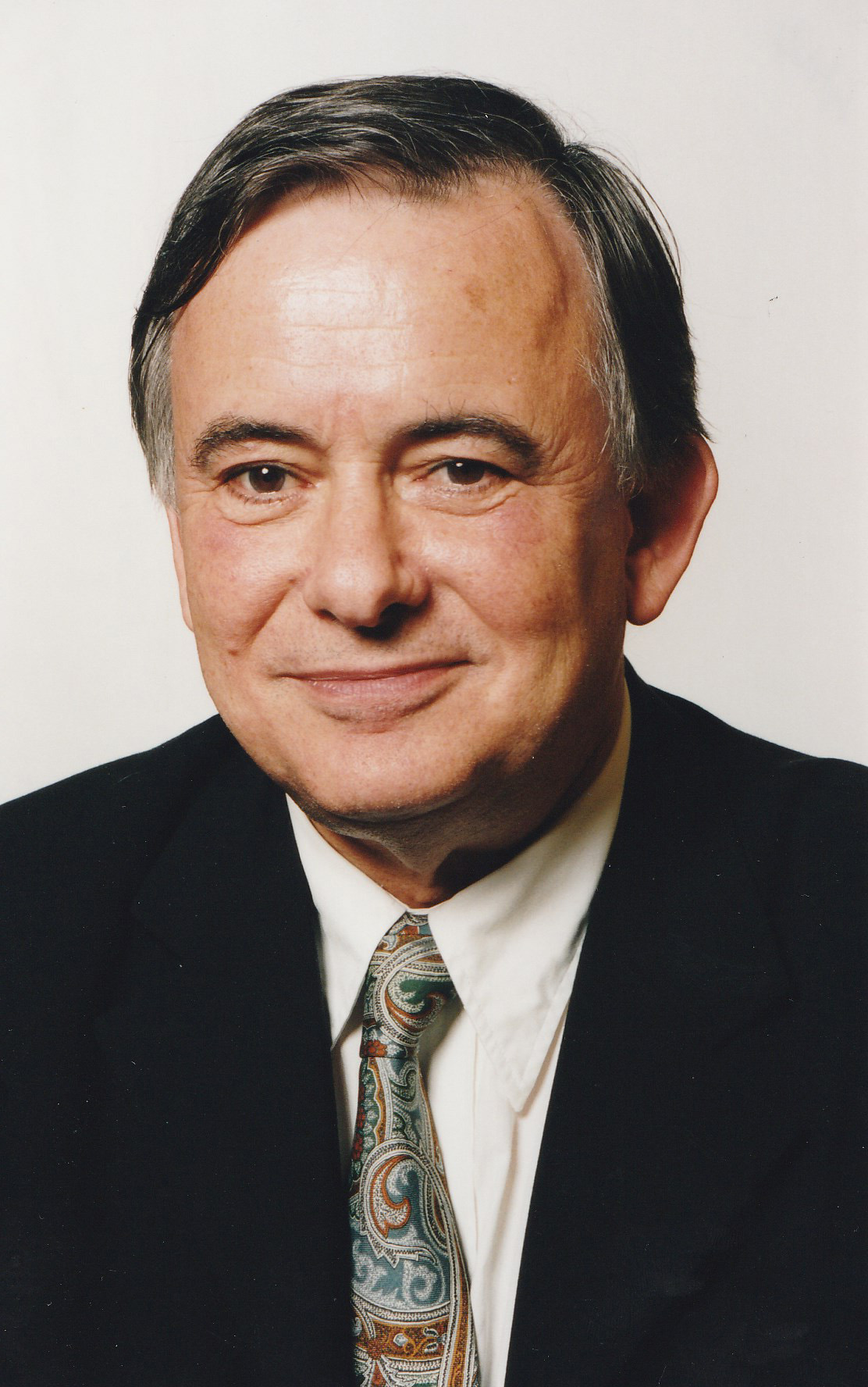
Christian Giudicelli

Christian Giudicelli (* 27. Juni 1942 in Nîmes, Département Gard; † 14. Mai 2022 in  Paris) war ein französischer Schriftsteller und Literaturkritiker.

## Leben
Giudicelli war als Literaturkritiker Redaktionsmitglied der Zeitschriften Cahiers des saisons, Comabat, La Nouvelle Revue Française und La Quinzaine littéraire. Seit 1967 war er auch maßgeblich am Programm von France Culture (RF) beteiligt.
1993 wurde Giudicelli in die Jury für den „Prix Renaudot“ berufen.

## Ehrungen
- 1981 Prix Valery Larbaud für den Roman Une affaire de famille
- 1986 Prix Renaudot für den Roman Station balnéaire.

## Werke (Auswahl)
Autobiographisches
- Parloir. Roman autobiographique. Edition du Seuil, Paris 2002, ISBN 2-02-032614-0.
- Après toi. Edition du Seuil, Paris 2004, ISBN 2-02-063282-9.

Erzählungen
- La lumière du secret. In: Ders.: Claude Verdier. Nature vivre; 14 écrivains racontent l'œuvre du peintre. Edition Privat, Toulouse 2007, ISBN 978-2-7089-8192-8, S. 76–87.

Reisebericht
- Fragments tunisiens. Gallimard, Paris 2005, ISBN 2-07-031427-8 (Nachdr. d. Ausg. Paris 1998).

Romane
- Une leçon particulère. Roman. Edition du Seuil, Paris 1968.
- Une poignée de sable. Roman. Edition du Seuil, Paris 1971.
- Les insulaires. Roman. Edition du Seuil, Paris 1976.
- Une affaire de famille. Roman. Edition du Seuil, Paris 1984, ISBN 2-02-006998-9.
- Le point de fuite. Roman. Edition du Seuil, Paris 1984, ISBN 2-02-006953-9.
- Station balnéaire. Roman. Gallimard, Paris 1986, ISBN 2-07-070780-6.
- Double express. Roman. Gallimard, Paris 1990, ISBN 2-07-071922-7.
- Celui qui s'en va. Roman. Edition du Seuil, Paris 1996, ISBN 2-02-020662-5.

Theaterstücke
- La reine de la nuit. Un pièce en trois actes. Edition L'Avant-Scène, Paris 1977.
- Le chant du bouc. Pièce en 1 acte. Edition L'Avant-Scène, Paris 1981.
- Erste Jugend. Ein Stück („Première Jeuness“). Rowohlt, Reinbek 1988.
- Les lunatiques. Edition L'Avant-Scène, Paris 1993.
- Karamel. Théâtre. Edition du Seuil, Paris 2003, ISBN 2-02-052984-X.